# Кассиани, Хеованис
Хеова́нис Кассиа́ни Го́мес (исп. Geovanis Cassiani Gómez; род. 10 января 1970 в Турбо, департамент Антьокия) — колумбийский футболист, выступавший на позиции защитника в 1980—2000-е годы.

## Биография
Хеованис Кассиани — воспитанник академии «Атлетико Насьоналя». В отличие от своего старшего брата, который, не успев сыграть за «Атлетико» ни одного матча, уехал играть за другие команды, Хеованис дебютировал за родной клуб в чемпионате Колумбии в 1988 году. Он был в заявке «зелёных» в розыгрыше Кубка Либертадорес 1989 года, но на поле в ходе победной кампании ни разу не выходил. В последующие сезоны он стал значительно чаще играть за основу, и в 1991 году выиграл чемпионат Колумбии. В этой команде составлял оборонительную пару с Андресом Эскобаром.
В 1993—1995 годах выступал за «Америку Кали», и в 1995 году занял с этой командой второе место в чемпионате. Вторую половину 1990-х провёл в «Депортес Толиме». Отыграв один сезон в «Энвигадо», в 2001 году Хеованис вернулся в «Атлетико Насьональ», где и отыграл последний сезон в профессиональной карьере.
В 1989 году в составе молодёжной сборной Колумбии принял участие в чемпионате мира в Саудовской Аравии. Сыграл в трёх матчах — двух играх группового этапа, а также в 1/4 финала, где колумбийцы уступили 0:1 будущим чемпионам португальцам.
В 1992 году Кассиани сыграл в футбольном турнире Олимпийских игр в Барселоне. Колумбия заняла последнее место в своей группе и не смогла выйти в плей-офф. Хеованис принял участие в первом матче группового этапа против будущих чемпионов, Испании (поражение 0:4), выйдя в стартовом составе.
За основную сборную Колумбии Хеованис Кассиани провёл всего два матча в 1993 и 1996 годах. При этом он был в заявке «кафетерос» на чемпионате мира 1990 года, однако на том турнире Кассиани на поле ни разу не появился.

### Личная жизнь
Хеованис Кассиани — младший брат Франсиско Кассиани (род. 1968), который в 1990-е годы тоже периодически играл за сборную Колумбии (бронзовый призёр Кубка Америки 1995). Сын Хеованиса, Кристиан Кассиани (род. 1994), играл за «Атлетико Насьональ» в 2013—2014 годах (чемпион Колумбии 2013-I и 2013-II, обладатель Кубка Колумбии 2013).
В молодёжном футбольном первенстве департамента Антьокия играет команда «Хеованис Кассиани Гомес».

## Титулы и достижения
- Чемпион Колумбии (1): 1991
- Вице-чемпион Колумбии (1): 1995
- Обладатель Кубка Либертадорес (1): 1989 (не играл)
- Обладатель Межамериканского кубка (1): 1989